# Jennifer Kehoe
Jennifer "Jen" Kehoe (Staffordshire, 15 de noviembre de 1983) es una oficial de servicio del Ejército Británico, autora y esquiadora profesional, que compite con la atleta con discapacidad visual Menna Fitzpatrick como su guía avistada en la Copa del Mundo IPC y ha representado al Reino Unido ganando cuatro medallas, incluido el oro en los Juegos Paralímpicos de Pyeongchang 2018 en Corea del Sur, convirtiéndose en los Paralímpicos de invierno más condecorados de Gran Bretaña.

## Carrera deportiva
Además de competir, trabajó con veteranos heridos y personal de servicio para apoyarlos en su viaje de recuperación como Gerente de Desempeño del Equipo de Para-Snowsport de las Fuerzas Armadas. Fue a través de las carreras del ejército que Jennifer se convirtió en una guía de esquí para-alpino. En 2014, comenzó su carrera profesional de esquí con el paralímpico Millie Knight, aunque una lesión grave impidió que Kehoe compitiera en los Juegos Paralímpicos de Sochi. Ahora esquiando con Menna Fitzpatrick, la pareja superó las expectativas en los Juegos Paralímpicos de Invierno en Corea del Sur. Se unieron en septiembre de 2015, lo demostró ser una asociación de gran éxito. Junto con más de 20 medallas de oro y plata a sus nombres, hicieron historia en 2016 al convertirse en las primeras atletas británicas en ganar un globo de cristal de la Copa Mundial y ser coronadas campeonas de la Copa Mundial. Kehoe y Fitzpatrick también ganaron el título de disciplina para eslalon gigante esa temporada, además de colocarse en segundo lugar en la clasificación súper-G y tercero en la clasificación de descenso y eslalon.
Fitzpatrick y Kehoe se llevaron una medalla de bronce en el eslalon gigante en el Campeonato Mundial de Esquí Alpino Paralímpico 2017 en Tarvisio, a pesar de que Fitzpatrick sufrió una fractura en una mano en un accidente de entrenamiento de súper-G en octubre de 2016 antes de la temporada 2016-17, manteniéndola alejada del nieve durante dos meses y requiriendo someterse a una cirugía. La siguiente temporada, la pareja se llevó el título de disciplina de la Copa Mundial para super-G.
En el Campeonato Mundial de Esquí Alpino Paralímpico 2019, Fitzpatrick y Kehoe se llevaron cinco medallas, asegurando el bronce en el eslalon gigante y la plata en el eslalon antes de ganar el oro en el descenso por delante de los compatriotas Kelly Gallagher y Gary Smith, convirtiéndose en los primeras esquiadoras británicas en ganar los títulos paralímpicos y mundiales. Luego obtuvieron un segundo oro en el super-G antes de completar sus campeonatos con una segunda plata en el combinado.

## Servicio militar
Kehoe recibió entrenamiento de oficiales en la Real Academia Militar de Sandhurst. El 12 de diciembre de 2009, fue comisionada en el Royal Engineers, British Army, como teniente con antigüedad en ese rango desde el 16 de junio de 2008. Fue ascendida a capitán el 12 de junio de 2012.

## Premios notables 2018
- Miembro de la Orden del Imperio Británico - Presentado por SAR la Reina Isabel II
- La deportista del año del Sunday Times - Deportista del año por discapacidad (VI Guía de Menna Fitzpatrick MBE)
- Premio a la deportista del año del ejército británico
- Premios a la Mujer del Año - Logro sobresaliente